# アリ・マオ・マーラン
アリ・マオ・マーラン （Ali Maow Maalin、1954年 - 2013年7月22日）は、ソマリアの病院職員、ワクチン接種活動家。1977年10月31日に天然痘ウイルス (Variola minor) に感染した事が確認された、世界で最後の自然環境における天然痘患者である。また、その経験を生かして同国内で急性灰白髄炎ワクチン接種の活動を行った。

## 背景
天然痘は天然痘ウイルスに感染する事で発症する病気であり、このうち Variola major と呼ばれる株は致死率20%から50%と非常に致死性が高い。また、感染力も非常に高い事が知られており、20世紀の間に天然痘によって3億人から5億人が死亡したといわれている。一方で、天然痘ウイルスはヒトにのみ感染し、種痘と呼ばれるワクチンを接種し免疫を獲得することで発症を容易に防ぐことができる。この背景から、1958年にWHOは世界天然痘根絶計画を可決し、天然痘の撲滅に乗り出した。この運動は、途中で方法を変えながら行う事で効果を上げ、1975年には感染地がソマリア、エチオピア、ケニアを残すのみとなった。WHOはこの地域に注力した結果、エチオピアでは1976年8月、ケニアでは1977年2月に最後の感染報告がなされた。
最後に残ったソマリアがなかなか進まなかったのは、人口350万人の多くが遊牧民であるため確認が困難である事や、ワクチン接種に対する文化的な拒否感が関係していた。また、1975年の大規模な旱魃の影響によるエチオピアの国境を越える移動や、1977年に勃発したオガデン戦争が、更に感染の封じ込めや医療支援を困難なものとした。1969年には国を挙げてのキャンペーンが一度失敗している。

## 感染から治癒まで
この背景の中、当時23歳のアリ・マオ・マーランは、ソマリアのメルカで病院の料理人として働きながら、時折WHOの天然痘撲滅チーム種痘接種活動に協力していた。しかし、その病院は従業員の種痘接種を義務化していたにもかかわらず、マーラン自身は接種を受けていなかった。その理由について2007年のインタビューでマーランは、二股の器具で皮膚に傷をつける必要のある種痘を怖がっていた事を語っている。
1977年8月に、20の遊牧民の家族から天然痘が発症し、8人の子供が8月から10月の間に発症した。1977年10月12日にメルカから約90キロメートル離れた Kurtunawarey で、2人の子供の発症が確認され、地元当局はメルカに隔離施設を設けた。マーランはこの時、感染者を現地から隔離施設に移送する際の車のガイドを務めた。マーランはこの5分から15分の接触の間に感染したとみられている。14日、子供の1人である6歳のハビバ・ヌール・アリ (Habiba Nur Ali) が死亡した。アリは自然環境で天然痘によって死亡した最後の人類となった。
22日マーランは発熱と頭痛を訴え、25日にマラリアと推定し病院を受診した。26日には体に発疹が現れたが、マーランは恐らく種痘を受けたと信じられていたため、水痘と診断された。その後数日で天然痘特有の症状が現れたが、マーランは自身が隔離される事を恐れたため、自身を報告しなかった。30日、同僚の男性看護師が、おそらく200ソマリア・シリング（約35米ドル）の報酬目当てでマーランの症状を報告し、31日に感染が確認された。マーランが感染していたのは致死率が1%未満と低い Variola minor であった。その後合併症を併発したため、マーランが病院を出たのは11月末となった。
マーランは隔離前に多数の人々と接触していたため、感染が広がっている恐れがあった。マーランは発熱がありながらも病院内を自由に歩き、患者や家族と接触していた。WHOはマーランが移動した全ての場所を追跡した結果、161人のコンタクトと41人の種痘未接種のケースを発見した。91人とは対面で接触しており、このうち14人は種痘未接種であった。中には町から120キロメートル離れた地点もあった。全てのケースは6週間の監視下に置かれたが、誰も発症する事はなかった。また同時に、戸別の種痘接種の確認方法が確立され、初めはマーランの住んでいたメルカから、12月にはソマリア全体に広まった。マーランの感染発覚からの2週間で5万4777人が種痘を受けた。ソマリア全体の探索は12月29日に完了した。
1978年4月17日、WHOのナイロビ事務局は、アリ・マオ・マーランが既知で最後の天然痘感染事例であると報告した。自然環境ではなくバイオハザードによって感染し、同年9月11日に死亡したジャネット・パーカーのケースを除き、その後の天然痘の感染報告はなく、1980年5月8日には天然痘の根絶宣言が出されるに至った。

## その後
マーランはその後もマルカを中心に活動した。マーランは急性灰白髄炎のソマリアにおける撲滅運動の1万人のボランティアに参加し、これは2008年に一旦は成功をおさめた。マーランは自身の天然痘感染の経験から、ワクチン接種の重要性を語る事で、地元でワクチン接種を呼びかけ、ワクチンに抵抗感を持つ人への説明を行う貴重なコーディネーターとして活躍した。ソマリアでは、宗教指導者が唱えた、ワクチン接種がイスラム教徒の撲滅を行う西側の陰謀であるという噂がはびこっていた。
2013年7月22日、マーランはマラリアによる数日の高熱の後に死亡した。59歳没。同年にソマリアで急性灰白髄炎の再導入が確認されたため、マーランは死の数週間前から再びワクチン接種の活動を行っていた最中であった。マーランの活動は妻と3人の子供が続けると言う。